# Dombi Lajos (festő)
Dombi Lajos, névváltozat: Domby (Somkerék, 1879. május 26. – Kecskemét, 1935. április 16.) festőművész, tanár, gimnáziumi igazgató.

## Életútja
Édesapja id. Dombi Lajos református lelkész, édesanyja Béldi Mária. Tanulmányait a gyulai polgári iskolában kezdte, a kisújszállási gimnáziumban folytatta, majd a Ludovika Akadémián avatták hadnaggyá 1897-ben. 1902-ig a gyulai ezredben szolgált. Benczúr Gyula, az Országos Mintarajziskola igazgatója figyelt fel tehetségére. 1902 és 1906 között Münchenben folytatott tanulmányokat katonai ösztöndíjjal, itt előléptették főhadnaggyá. 1907. október 21-én Budapesten feleségül vette Galacz Paula Vilma Franciskát, az egyik tanú Benczúr Gyula volt. 1905-től 1907-ig szabadságon volt, ezalatt Budapesten rajztanárrá képesítette magát. 1907-től egészen haláláig a kecskeméti református gimnázium tanára volt, 1934-től egyúttal az intézmény helyettes igazgatója. Mende Valér budapesti műépítésszel együtt tervezték meg az Újkollégium épületét.
Az első világháború alatt a szerb harctéren szolgált, 1918-ban tényleges állományú őrnaggyá nevezték ki. 1917 novembere és 1919 áprilisa között a soproni katonai főreáliskolában tanított. Később visszatért a kecskeméti református gimnáziumba tanítani. Az egyház megrendelésére készített portrékat tanárokról, papokról, valamint Kada Elekről, az ezekért kapott bevétel lehetőséget adott szűkös anyagi körülményei javítására. Tanárként több tanulmányi kirándulást szervezett és rajzversenyeket rendezett. Festményeit a Nemzeti Szalonban és a Műcsarnokban mutatták be, több műve megtalálható a kecskeméti és a marosvásárhelyi múzeumban. Tanulmányait a gimnázium évkönyveiben és a Kecskeméti Lapokban publikálta. A Rajztanárok Országos Egyesületének vidéki alelnöke, a Nemzeti Szalon alapító művésztagja, a Magyar Képzőművészetek Szövetségének rendes tagja, a Kecskeméti Műpártoló Egyesület választmányi és bíráló tagja volt. Agyhártyagyulladás következtében hunyt el 1935-ben.